# Lagrâce-Dieu
Lagrâce-Dieu település Franciaországban, Haute-Garonne megyében. Lakosainak száma 555 fő (2022. január 1.). Lagrâce-Dieu Miremont, Puydaniel, Auribail, Auterive, Esperce és Saint-Sulpice-sur-Lèze községekkel határos.

## Népesség
A település népességének változása:
| Lakosok száma | 205  | 201  | 247  | 361  | 540  | 577  | 571  | 557  | 563  | 555  |
|               | 1968 | 1982 | 1990 | 2006 | 2013 | 2015 | 2017 | 2019 | 2020 | 2022 |